# Avortement à Saint-Marin

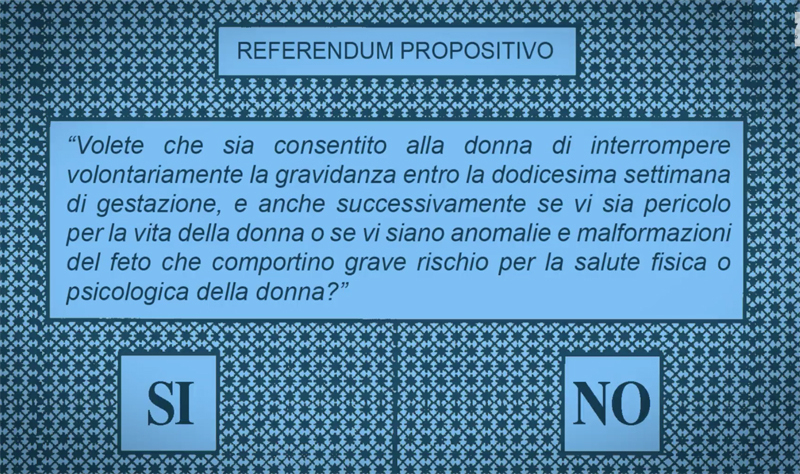
Bulletin de vote du référendum de 2021 à Saint-Marin

L'avortement à Saint-Marin est légal depuis le 12 septembre 2022, à la suite du référendum de 2021.

## Conditions
L'interruption volontaire d'une grossesse de moins de douze semaines est possible sans conditions. La limite de douze semaines n'est cependant plus prise en compte dans le cas d'une mise en danger de la vie de la mère, ou d'un risque de malformation du fœtus pouvant causer un impact grave sur la santé physique ou mentale de la mère,.

## Histoire
Avant 2021, les articles 153 et 154 du Code pénal de Saint-Marin imposent une peine de prison à toute femme qui recourt à un avortement, à toute personne qui l'aide et toute personne qui pratique l'avortement. Bien que la loi ne mentionne explicitement aucune exception, les avortements pratiqués pour sauver la vie de la femme sont généralement autorisés par le principe juridique de nécessité,,.
Une proposition de libéralisation de la loi sur l'avortement est soumise lors des révisions du Code pénal de 1974, mais le gouvernement la reporte à plusieurs pour permettre un débat plus approfondi.
En septembre 2021, 77,3 % des voix exprimées par un référendum sont en faveur de l'autorisation de l'interruption volontaire de grossesse jusqu'à la 12e semaine, voire plus tard si la santé physique ou psychologique de la femme ou la santé physique du fœtus sont en dangers,. Le référendum ne légalise pas immédiatement l'avortement, mais oblige le Parlement à modifier la loi,.
La loi est votée le 31 août 2022 au Grand Conseil général par 32 voix pour, 7 contre et 10 abstentions. Outre la légalisation comme prévu jusqu'à douze semaines — ou plus dans le cas de danger physique ou psychologique pour la mère —, la nouvelle loi instaure l'éducation sexuelle obligatoire à l'école dans le but de réduire le nombre de grossesses indésirables. Les femmes contraintes d'avorter en Italie par manque de place dans les hôpitaux saint-marinais voient par ailleurs leur avortement entièrement remboursé. La loi est publiée au journal officiel le 7 septembre 2022, et entre en vigueur cinq jours plus tard, le 12 septembre. 